# Latipalpus maxillatus
Latipalpus maxillatus är en skalbaggsart som beskrevs av Brenske 1892. Latipalpus maxillatus ingår i släktet Latipalpus och familjen Melolonthidae. Inga underarter finns listade i Catalogue of Life.